# Simulium argus
Simulium argus es una especie de insecto del género Simulium, familia Simuliidae, orden Diptera.
Fue descrita científicamente por Williston, 1893.